# (15614) Pillinger
(15614) Pillinger est un astéroïde de la ceinture principale.

## Description
(15614) Pillinger est un astéroïde de la ceinture principale. Il fut découvert le 7 avril 2000 à la station Anderson Mesa par le programme LONEOS. Il présente une orbite caractérisée par un demi-grand axe de 2,99 UA, une excentricité de 0,05 et une inclinaison de 10,3° par rapport à l'écliptique.

## Compléments